# Pseudolichas suturellus
Pseudolichas suturellus is een keversoort uit de familie withaarkevers (Dascillidae). De wetenschappelijke naam van de soort is voor het eerst geldig gepubliceerd in 1904 door Fairmaire.